# Lucho González (músico)
Luis Alejandro González Cárpena (Lima, 25 de noviembre de 1946), más conocido como Lucho González, es un guitarrista y compositor argentino-peruano.

## Biografía
Es hijo de Javier González, un notable cantante peruano de amplia trayectoria en Perú y Latinoamérica entre 1940 y 1956.
Su padre tocaba en el conjunto Los Trovadores del Perú, y sus giras los llevaron a instalarse un tiempo en Buenos Aires (Argentina).
A su esposa, por estar embarazada, no le permitieron viajar (en esa época a Argentina se viajaba en barco, por el canal de Panamá).
Lucho nació en Lima, y llegó a los 3 meses de edad a Buenos Aires.
Su casa era comandada por su abuela materna.
Recibían visitas de políticos apristas exiliados ―como Armando Villanueva (1915-2013) y Luis Alberto Sánchez (1900-1994)― e infinidad de músicos peruanos.
Al cumplir los 10 años recibió como regalo de su padre, su primera guitarra.
Los guitarristas que tocaban con su padre, don Javier, le enseñaron los primeros pasos en la guitarra y se dieron cuenta de que Lucho aprendía rápidamente y manifestaba un enorme interés en el instrumento y en la música en general. Inició sus estudios musicales a muy corta edad siempre de manera empírica. A partir de esa edad, también tuvo su primera experiencia grupal pues fue elegido para integrar el coro de niños cantores de Buenos Aires, donde su amor por la música se incrementó para siempre.
Vivió en Buenos Aires hasta los 16 años, en que regresó a Lima. Empezó a estudiar Derecho en la Universidad Católica.
En 1968, estando en cuarto año de la universidad, conoció personalmente a la cantautora peruana Chabuca Granda (1920-1983), quien le ofreció trabajar con ella como su músico exclusivo. A partir de entonces dejó de lado la carrera de Derecho y se introdujo plenamente en el mundo de la música. Inició una labor de acompañamiento en guitarra y composición de temas, que se prolongó durante siete años. Viajó con ella por todo el mundo de habla hispana.
En los meses en que volvía a Lima integró la orquesta contemporánea de Jaime Delgado Aparicio, quien sería su primer maestro de música académica, y que le enseñó a realizar arreglos orquestales y composición.
Durante esos años, aparte de trabajar con Chabuca, fue solicitado para grabaciones y presentaciones esporádicas con artistas argentinos y mexicanos como:
- Libertad Lamarque
- Guadalupe Trigo
- José José
- Rubén Fuentes
- Marco Antonio Muñiz
- el Mariachi Vargas de Tecalitlán.

En 1974 se tomó un tiempo en España para estudiar música y desarrollar su carrera musical.
A los tres meses fue contratado para integrar el grupo de Ana Belén y Víctor Manuel, con quienes realizó giras por distintas ciudades de Europa durante un año y medio. Durante esa época realizó trabajos en España con María Dolores Pradera, el argentino Alberto Cortez, Betty Missiego y otros.
En 1976, ante su gran sorpresa, recibió el ofrecimiento de la cantante argentina Mercedes Sosa (1935-2009) para ser su guitarrista. Esto implicó el retorno intempestivo a Sudamérica y a la Argentina de sus primeros años.
Luego de una gira por el norte y por el sur argentino empezaron una gira de casi un año por buena parte de Europa y el norte de África. La gira terminó en Brasil, donde Mercedes Sosa iba por primera vez, y en donde grabó con ella y Milton Nascimento «Volver a los 17» (de Violeta Parra) para el disco Gerães.
Luego de un año y medio ―y por razones personales que tenían que ver con el deseo profundo de buscar su primer hijo― junto con su esposa se trasladaron a Lima donde permanecieron dos años. Después, con su primera hija ―Alejandra― y su esposa volvió a Buenos Aires, donde estudió música académica con Juan Carlos Cuacci, Haydée Gerardi y Juan Carlos Cirigliano. Esto le permitió trabajar como arreglador orquestal.
Después de estudiar en Argentina, dirigió regularmente una pequeña orquesta de cuerdas en Lima para acompañar a Chabuca Granda.
Lucho aplicaba las nuevas armonías clásicas a la música popular, en este caso del Perú.
Durante esa época participó de experiencias musicales con uno de sus grandes parámetros: Chango Farías Gómez, a quien Lucho admiraba.
Empezó a ser solicitado para grabaciones con gran diversidad de artistas principalmente por el músico Oscar Cardozo Ocampo, quien lo solicitaba para grabar con artistas de la talla de Domingo Cura, Hugo Díaz y otros.
Conoció y compartió experiencias musicales con Jorge Cumbo.
En el ínterin de desarrollar un dúo con Cumbo, conocieron a Lito Vitale con quien formaron el primer trío que luego con la presencia de Bernardo Baraj constituiría un éxito musical a mediados de los años ochenta y que obtuvieron, entre otros logros, el premio «Consagración» del Festival Nacional de Folklore de Cosquín en enero de 1986.
Su relación de amistad y musical con Lito Vitale es hasta el día de hoy muy sólida y le permite a Lucho compartir producciones musicales, como nuevos tríos como con Rubén Mono Izarrualde, Víctor Carrión y trabajos de composición como Ópera pampa y Tango palace.
Trabajó como músico acompañante de la cantante Julia Elena Dávalos y durante siete años estudió arreglos y producción musical con Gabriel Senanes.
A fines de los años ochenta participó en un proyecto llamado Los hijos del Sol como arreglador y guitarrista de un disco grabado en Los Ángeles en el que participaron Álex Acuña, Ramón y Oscar Stagnaro, Wayne Shorter, Justo Almario, Paquito D’Rivera, Ernie Watts y Roxana Valdivieso, entre otros.
También en esa época fue convocado para grabar un disco y realizar una gira por el pianista y compositor brasileño César Camargo Mariano.
Instalado definitivamente en Buenos Aires, trabajó como guitarrista y arreglador con varios artistas destacados:
- Eva Ayllón
- Pedro Aznar
- Juan Carlos Baglietto
- Raúl Carnota
- Jorge Fandermole
- Hugo Fattorusso
- Alejandro Lerner
- Tania Libertad
- Hilda Lizarazu
- Sandra Mihánovich
- Marcela Morelo
- Fito Páez, en el disco El amor después del amor y en Abre
- Luciano Pereyra
- Melania Pérez
- Rubén Rada
- Soledad
- Vicentico
- Liliana Vitale
- Julia Zenko

En el álbum Modelo para armar (de Juan Carlos Baglietto), gracias a la tecnología, pudo acompañar al gran cantor de tangos Carlos Gardel (1883-1935).
Realizó una gira, El Guitarrazo, con otros dos guitarristas: Luis Salinas y el gitano Tomatito. Publicaron un disco homónimo.
Escribió los arreglos de cuerdas del álbum acústico (unplugged: ‘desenchufado’) del cantante Diego Torres. Durante dos años, durante las giras de este artista, dirigió veinte grupos de cuerda en 17 países diferentes. Asimismo ha sido solicitado en otras oportunidades, sobre todo por el productor Afo Verde para escribir arreglos para artistas como Teresa Parodi, Luli y recientemente el grupo español El Canto del Loco.
Comparte, cada vez que le es posible, escenarios y grabaciones con la cantante peruana Carmina Cannavino. Actualmente conforma un dúo instrumental junto al pianista argentino Leo Sujatovich, realizando actuaciones en Argentina y España.

## Docencia
Desde hace años desarrolla un sistema de enseñanza denominado «siembra musical», destinado a los jóvenes músicos guitarristas, donde expone un moderno sistema del aprendizaje de la armonía muy actual y aplicable a la música popular, especialmente de Latinoamérica. Tiene varios grupos de exalumnos, sobre todo en Rosario, que hoy ya son profesionales reconocidos en el medio musical argentino e internacional.
Desarrolla también esta labor en la Universidad Nacional de Villa María, en la provincia de Córdoba, y en otros lugares de Latinoamérica.

## Obras
Ha grabado dos discos como solista: Esta parte del camino y Chabuca de cámara donde cumple su promesa a Chabuca Granda: ayudar a mantenerla viva a través de la interpretación de sus canciones en diferentes estilos. En este caso, utilizando un grupo acústico de cámara compuesto por dos cajones, guitarra, violín, chelo y voz a cargo de Laura Albarracín.